# Szajf al-Iszlám Kadhafi
Szajf al-Iszlám Kadhafi (arabul: سيف الإسلام معمر القذافي) (Tripoli, 1972. június 25. )  líbiai politikus, Moammer Kadhafi második fia.

## Tanulmányai és társadalmi szerepvállalása
A London School of Economics-on szerzett doktori minősítést 2009-ben. Közgazdasági és építészeti tanulmányokat folytatott Tripoliban, Bécsben és Londonban. Irányította a Kadhafi Alapítványt, amely 2001-ben tető alá hozta a Fülöp-szigeteki kormány és egy zendülő csoport közti tűzszünetet. Az Amnesty Internationallel együttműködve igyekezett változtatni a líbiai börtönökben uralkodó állapotokon, és megszüntetni az rabok kínzását. Elérte líbiai politikai foglyok tucatjainak szabadon bocsátását is. Líbia  az általa vezetett alapítványon keresztül fizette ki az ország ügynökei által 1988-ban és 1989-ben elkövetett merényletek – az amerikai PanAm 103-as járatának és az UTA francia légitársaság egy gépének felrobbantása – során meghalt közel ötszáz áldozat utáni kártérítést. Szajf al-Iszlám Kadhafi szerint ezzel a felelősséget vállalták, a bűnösséget viszont nem.

## Politikai szerepvállalása és szerepe a polgárháborúban
Tanulmányai és tevékenysége alapján a nyugati hatalmak sokáig benne látták a nyitás legfőbb lehetőségét. Öccsével Mutasszim Kadhafival, aki magas rangú katona volt, hosszú éveken át versengtek azért, hogy apjuk örökösei lehessenek. 2009-ben fontos állami pozíciót kapott ami arra utalt, hogy apja őt szánja utódának.
A 2011-es líbiai felkelés alatt Szaifot apja előtérbe tolta ami szintén Al Mutasszimmal szembeni pozzíciójának erősödésére utalt. Ugyanakkor agresszív, a tüntetőket fenyegető fellépésével szertefoszlott a róla kialakult pozitív kép. A polgárháborúban játszott szerepe miatt 2011 májusában a Nemzetközi Büntetőbíróság nemzetközi elfogatóparancs kiadását kezdeményezte apján és a líbiai hírszerzés vezetőjén kívül ellene is.
A polgárháború során több alkalommal érkeztek hírek elfogásáról, megsebesüléséről és haláláról - ám ezek rendre hamisnak bizonyultak. Apja és al Mutasszim halála után eltűnt, sorsáról ellentétes információk érkeztek. Végül 2011. november 19-én az új líbiai vezetés katonái több testőrével együtt elfogták az ország déli részén.

## A polgárháború után
Egy tripoli bíróság, háborús bűnök elkövetésének vádjával 2015. július 28-án, távollétében – a Kadhafi-rendszer nyolc egykori magas beosztású tisztségviselőjével együtt – halálra ítélte. Ítélethirdetésen nem volt jelen, mivel a Tripoliban székelő, és a nemzetközi közösség által el nem ismert iszlamista kormánnyal szembehelyezkedő északnyugat-líbiai lázadócsoport ellenőrzése alatt álló városban, Zintánban raboskodik.
A kormány később sem tudta kiterjeszteni hatalmát a Kadhafit fogva tartó lázadócsoportra, így az ítéletet nem tudták végrehajtani. Sőt 2017 nyarán 
a lázadócsoport szabadon engedte a férfit.